# Joos Verschuere Reynvaan
Joos Verschuere Reynvaan (Middelburg, 1739 - Vlissingen, begraven 5 mei 1809) was een Nederlands rechtsgeleerde met een belangstelling voor muziek.

## Biografie
Hij was zoon van Joos Verschuere Reynvaan en Apollonia Catharina van Pantegem. Hijzelf trouwde met zijn nicht Maria Johanna Reynvaan. Hij heeft rechten gestudeerd aan de Universiteit van Harderwijk (Academiae Gelro-Zutphanicae) en promoveerde met de dissertatie De privilegiis studiosorum nec non scientiarum doctorum op 4 mei  1765 (Josephus Verschuere Reynvaan, Medioburgo-Zelandus). Hij vervulde gedurende zijn verblijf in Vlissingen de functie van schepen, weesrechter, bibliothecaris, lid van de Besognekamer, oppercommissaris (ambacht en nering der kaarsen- en die der pruikenmakers), thesaurier, lid van de schoolcommissie en vanaf 1808 ook vrederechter tot aan zijn dood.
Dat alles is echter niet waarom hij in de 20e eeuw nog enige bekendheid geniet. Al vroeg toonde hij belangstelling voor muziek en kreeg lessen van stadsmusici I. Gerzony (viool) en organist te Middelburg Benjamin Bouchart (orgel). Hij pleegde echter ook zelfstudie. Dit leidde uiteindelijk tot een aanstelling als organist en beiaardier in de Sint-Jacobskerk in Vlissingen, een vak dat hij 25 jaar zou uitoefenen. Tijdens zijn verdere leven verschenen van hem zowel theoretische boekwerken over muziek als ook enkele composities.

## Composities
- Mengeldichten, in gezangen, op muziek gebracht (Middelburg 1774, Vlissingen 1781)
- Zes klaviersonatas met viool (Op. 1)
- Concert voor klavier met 3 violen en een bas (Op. 2)
- Concert voor klavier met 2 violen of 2 dwarsfluiten (Op. 3)
- De CL Psalmen met de Lofzangen (verschillende uitgaven in Amsterdam, Middelburg, en Vlissingen in de periode 1789-1796)
- Beurt- en Choorzang bij ’s Heilands geboorte (Amsterdam, Middelburg en Vlissingen, 1790)
- Gezangen der vrije metselaren (Vlissingen 1799, 1808)
- Gezangen, vertaald en gevolgd uit en naar de lire maçonnique (Vlissingen 1801; ook bekend als uitgave in een band met voornoemde gezangen)
- Kannonade op alle de rangen en gelentheden der Blaauwe Maçonnerye (Manuscript van 81 bladzijden)

## Publicaties
- Catechismus der Muzyk (Amsterdam/Rotterdam 1787; Amsterdam 1807)
- Muzijkaal Kunst-Woordenboek (Verscheidene uitgaven, Middelburg/Amsterdam 1789-1795); eerste editie incompleet, letters A-E, tweede editie incompleet, letters A-M, draagt het onderschrift practiseerend advocaat (onafgemaakt, vermoedelijk door de Franse inval in de Nederlanden).
- Muzikaal Zakboekje (Vlissingen 1805; Amsterdam 1847)
- Geschiedenis der Muzijkkunst (Geen exemplaren bekend)
- Iets over de tempelmuziek van Salomo (Geen exemplaren bekend)
- Over de muzijk der Hebreëen (Geen exemplaren bekend)

- Bibliothèque nationale de France: cb10621834c (data)
- Biografisch Portaal: 72836898
- Digitale Bibliotheek voor de Nederlandse Letteren: vers012
- Gemeinsame Normdatei: 110440639X
- International Standard Name Identifier: 0000 0000 8359 9397
- Library of Congress Control Number: n80098798
- Nederlandse Thesaurus van Auteursnamen: 072891998
- Trove: 1041058
- Virtual International Authority File: 16073779
- WorldCat: E39PBJfRxXKC6BYKyWmpm4xbh3